# Koko il Clown
Koko il clown (Koko the Clown, Koko the clown) è un personaggio animato di fantasia creato da Max Fleischer.

## Storia
È un personaggio creato dopo l'invenzione di Max Fleischer del rotoscope, una tecnica di animazione che donava più realismo al movimento dei personaggi. Per testare la sua invenzione, Max fotografa vestito da clown suo fratello Dave Fleischer; così usando come prototipo il fratello nasce Koko il clown.
È protagonista della serie Out of the Inkwell, prodotta tra il 1918 ed il 1929 (la serie fu il risultato di tre cortometraggi sperimentali che Max Fleischer produsse autonomamente tra il 1914 ed il 1916 proprio per testare il rotoscope).
La serie ebbe enorme successo e fu distribuita anche dalla Warner Brothers. All'inizio il protagonista venne chiamato "The Clown", poi "Fleischer's Clown" (il clown di Fleischer), infine nel 1923 venne chiamato "Ko-Ko" e con l'arrivo nello stesso anno dell'animatore Dick Huemer assunse definitivamente quel nome e l'aspetto finale: grazie a questo tutta la serie aumentò la sua qualità.
Nel 1924, Fleischer decise di creare una nuova serie chiamata Ko-Ko Song Car-Tunes, dove Ko-Ko era il protagonista. Caratteristica innovativa della serie era l'utilizzo del sonoro, per la prima volta utilizzato nel cartone animato My Old Kentucky Home, un anno prima del film Il cantante di jazz e due anni prima del cartone animato Steamboat Willie.

## Rinascita e apparizioni

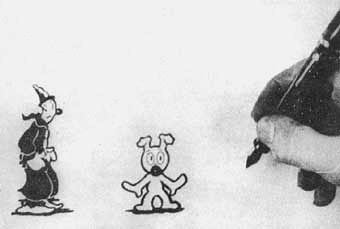
Koko il Clown e Fitz the Dog in "Koko Chops Suey" (1927), della serie Out of the Inkwell

Nel 1931, Koko divenne protagonista nella nuova Fleischer Talkartoons assieme a Betty Boop e Bimbo. L'ultima apparizione di Koko risale nel cartone di Betty Boop Ha! Ha! Ha del 1934, un remake degli episodi di Out of the silent Inkwell e The Cure del (1924). Koko fu protagonista anche di un cameo in Toys Will Be Toys (1949) un cartone a colori, uno dei rinati "Songs Screen", una serie prodotta dalla Famous Studios. Una versione a colori di Koko apparve anche in un cameo nella scena finale di Chi ha incastrato Roger Rabbit.

## La nuova serie
Nel 1958, Max Fleischer decise di rilanciare per la televisione Out of the Inkwell. Tra il 1960 e il 1961 da Hal Seeger, furono prodotti 100 episodi a colori. Il regista farà resuscitare Koko e altri personaggi della serie.

## Altre apparizioni
Cab Calloway prestò la sua voce a Koko il Clown che canta "St. James Infirmary Blues" nel cartone animato Betty Boop's Snow White (1933) di Max e Dave Fleischer, dove lo stesso Cab Calloway venne roto-scansionato per far ballare con i suoi stessi movimenti Koko il Clown.